# گازرخان (مسعود آباد)
گازرخان، روستایی از توابع بخش رودبارالموت شهرستان قزوین در استان قزوین ایران است.

## جمعیت
این روستا در دهستان الموت بالا قرار دارد و براساس سرشماری مرکز آمار ایران در سال ۱۳۸۵، جمعیت آن ۶۹۰ نفر (۲۱۱خانوار) بوده است.

## موقعیت جغرافیایی
در فاصله ۱۶ کیلومتری شهر معلم کلایه و ۱۱۰ کیلومتری مرکز شهرستان واقع شده است.
این روستا از شمال شرقی به کوه معروف الموت و از شرق به کوه هودکان و از غرب به تپه لیز و از شمال به شاتان کوه محدود می‌شود.

## پیشه و فعالیت‌های روستاییان
اکثر درآمد مردم از فعالیتهای زراعی و دامپروری تشکیل می‌شود و تعدادی از مردم نیز به کار جاجیم بافی و گلیم بافی و کارهای خدماتی اشتغال دارند.

## زبان
مردم مسعودآباد به زبان تاتی صحبت می‌کنند